# Mormopterus acetabulosus
Espèce
Statut de conservation UICN

 EN A2b; B1ab(iii)+2ab(iii) : En danger
Le Petit molosse (Mormopterus acetabulosus), appelé « petite soussouille » à Maurice, est une espèce de chauve-souris de la famille des Molossidae.

## Description
Son corps mesure environ 7 cm et ses avant-bras de 36 à 38,5 cm. Son pelage est brun foncé et ses petites oreilles noires avec un tragus fin et pointu.

## Répartition géographique
Cette espèce est endémique de l'île Maurice.
Mormopterus francoismoutoui Goodman, Jansen van Vuuren, Ratrimomanarivo, Probst & Bowie, 2008 a été créée pour les populations de La Réunion qui se rencontrent du littoral jusqu'à 1 800 m d'altitude.
Les spécimens d'Éthiopie et d'Afrique du Sud sont incertains.